# Giovan Battista Giustammiani

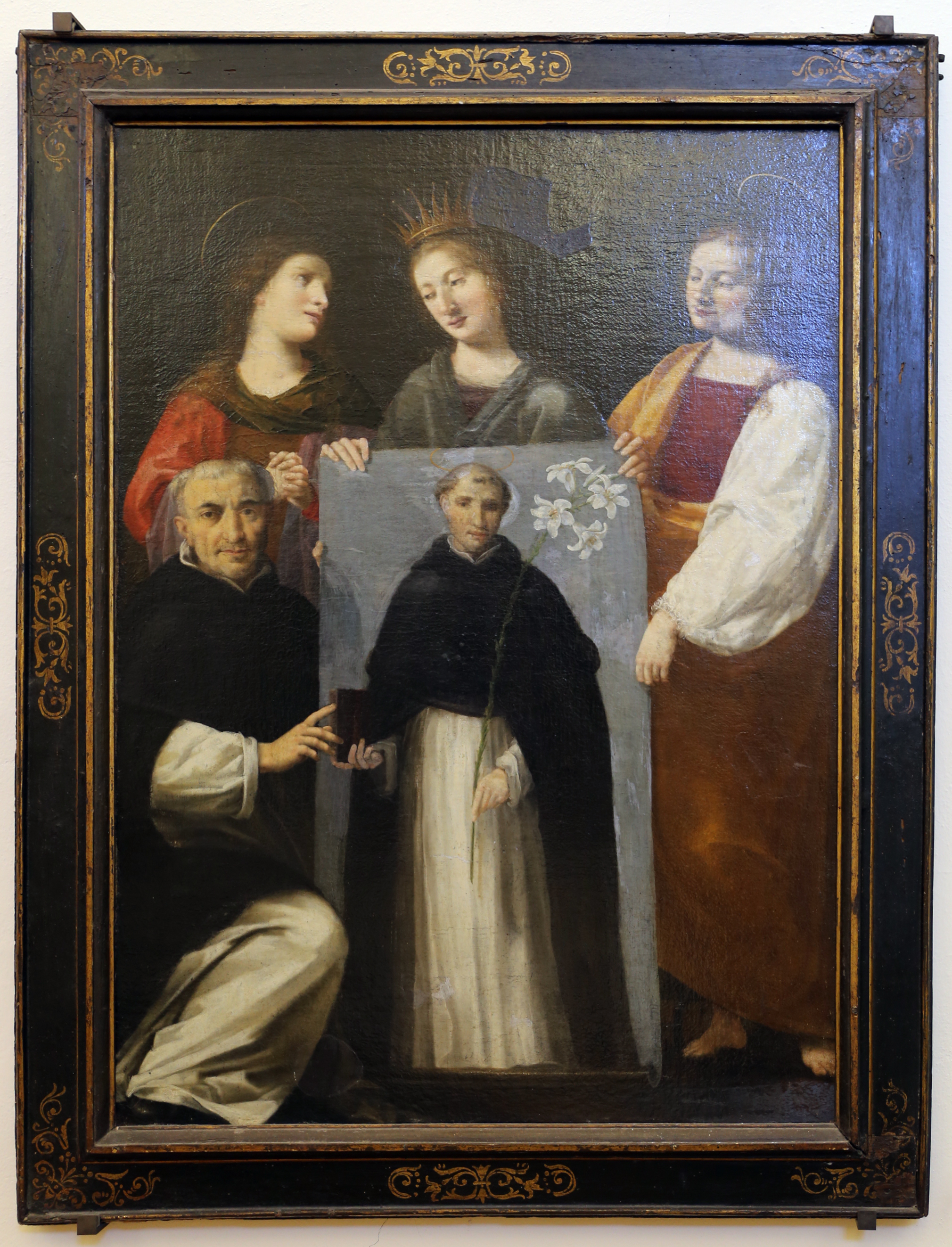
Heilige Dominicus in Soriano, 1610-25

Giovan Battista Giustammiani (Siena, 1609 – aldaar, 17 januari 1663) ook Il Francescino genoemd, was een kunstschilder, waarschijnlijk van Franse afkomst (il Francescino), die gedocumenteerd was in Siena van 1608 tot 1643.
Hij schilderde  de Miracoli di santi benedettini voor de sacristie van de San Domenico en de Glorie di Angeli voor de sacristie van de Kathedraal van Siena. Voor de San Raimondo al Refugio maakte hij een altaarstuk met de Circoncisione di Gesù (Besnijdenis van Jezus). Hij schilderde ook een Maria, Maria Magdalena en Catherina dragen een afbeelding van de heilige Dominicus (Heilige Dominicus in Soriano) voor de Santa Croce van Greve in Chianti; dit werk wordt nu bewaard in het Museo di San Francesco in die stad.

## Werken
Daarnaast worden ook nog volgende werken aan hem toegeschreven:
- La Visitazione di Maria a Santa Elisabetta del Francesino in het Oratorio di San Giovannino della Staffa
- Sepoltura di Giovanni Battista, San Giovannino della Staffa
- Panelen met de geschiedenis van de Heilige Maagd in de Iglesia de San Niccolò in Sasso
- Santa Familia, Chiesa di Sant'Agostino